# Будинок Акчуріна
Будинок Акчуріна — пам'ятка архітектури місцевого значення в Казані (Татарстан).
Розташована на перетині вулиць Кремлівська і Муси Джаліля, 15/25.

## Історія

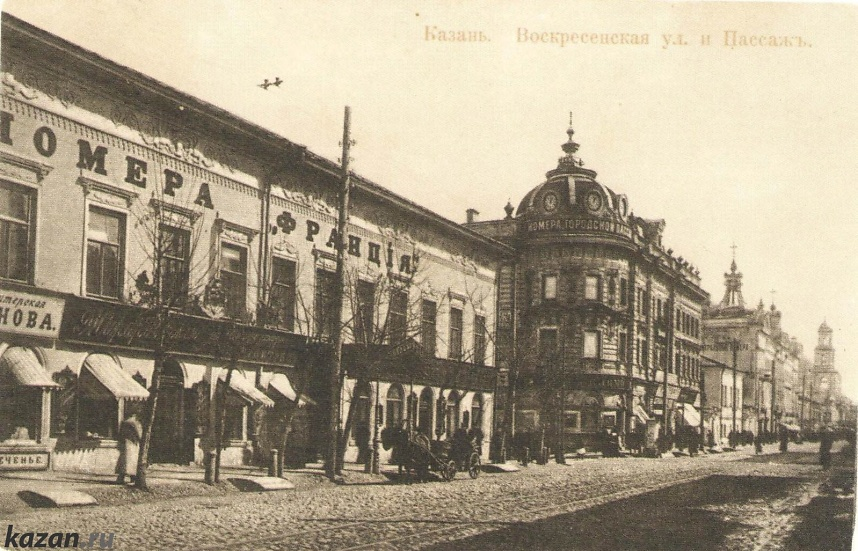
Номери «Франція», початок ХХ століття

Будинок збудований в першій половині ХІХ століття. 
Нижній поверх займали магазини, а другий – житлові кімнати власника та готельні номери.  Власник - А. Б. Акчурін. 
В 1840 році будинок перебудували за проєктом архітектора Михайла Коринфського.
На початок ХХ століття будинок належав М. И. Хохряковій. При ній готельні номери отримали назву «Франція»
Після захоплення Казані більшовиками будівля була націоналізована. Станом на 1970-ті рр.  ругий поверх займало «Татплодовощпром», на першому розташовувався магазин. 
В 1977 році фасад з боку вулиці Дзержинського обвалився.
В 1981 році постановою Ради міністрів Татарської АРСР будинок Акчуріна визначений пам'яткою архітектури регіонального значення. 
У 1990-х рр. будівля була реконструйована (залитий новий фундамент та перебудовані несучі стіни), а також відновлено роботу готелю.

## Відомі мешканці
- Некрасов Микола Олексійович
- Короленко Володимир Галактіонович,
- Грушевський Михайло Сергійович[10]

## Меморіальна дошка Михайлу Грушевському (2006-2022)
У квітні 2006 р. Президент Татарстану видав постанову "Про встановлення меморіальної дошки на будівлі будинку № 15/25 по вул. Кремлівській в м. Казань".
Автором доски выступил скульптор Махмут Гасимов.
Виготовлення бронзової дошки та її встановлення профінансували Кабінет Міністрів України, Об'єднання українців Росії (ліквідоване за рішенням російського суду у 2012 році), Федеральна національно-культурна автономія українців Росії (ліквідоване за рішенням російського суду у 2010), члени товариства "Вербиченька".
Меморіальну дошку урочисто відкрили 16 вересня 2006 року у присутності делегацій від українських організацій Москви, Нижнього Новгорода, Саратова, Самари, Йошкар-Оли, Дімітровграда, Уфи, Набережних Челнів, Нижньокамська, Казані. Від уряду Татарстану був присутній перший прем'єр-міністр Равіль Муратов. Україну представляли Надзвичайний і Повноважний посол України в Російській Федерації Олег Дьомін, професори Володимир Сергійчук та Станіслав Пономаревський, журналіст Ігор Соловей та ін.
З початком нового вторгнення Росії в Україну 24 лютого 2022 року біля дошки з’являлись квіти, вочевидь, на знак солідарності з Україною та протесту проти влади РФ. У підсумку 27 березня 2022 року меморіальна дошка була знята.